# Jaime Riera Rehren
Jaime Riera Rehren (Santiago del Cile, 1945) è uno scrittore cileno.
Nato e vissuto a Santiago del Cile fino al 1973, lo studioso dovette lasciare il paese d'origine in seguito al colpo di stato quando le forze armate cilene rovesciarono Salvador Allende e una junta, guidata da Augusto Pinochet, prese il potere.
Costretto a rifugiarsi in Europa, dove visse e lavorò per diversi anni, si stabilì nel 1975 in Italia dove ottenne una cattedra di insegnamento presso Facoltà di Lingue e Letterature Straniere dell'Università degli Studi di Torino, dove ancora insegna. È vissuto anche a Barcellona (Spagna) e Amsterdam (Paesi Bassi).

## Opere
- Il sogno di Salvador Allende, di Riera Rehren Jaime, Izquierdo Funcia Claudio, Baldini Castoldi Dalai, 1998
- Confesso che ho vissuto  / Pablo Neruda; nota introduttiva e cronologia della vita e delle opere di Jaime Riera Rehren, Torino, Einaudi, 1998
- Evaristo Carriego / Jorge Luis Borges, a cura di Paolo Collo e Jaime Riera Rehren, Torino, Einaudi, 1999
- Argentina, Cile, Uruguay: le culture contemporanee, Carocci, Roma, 2003
- Diari dal Cile. 1973, 2003 di Paolo Hutter, introduzione di Jaime Riera Rehren, Edizioni il Saggiatore (Terre. Idee)